# Helmmonarch
De helmmonarch (Myiagra galeata) is een zangvogel uit de familie Monarchidae (monarchen).

## Verspreiding en leefgebied
Deze soort is endemisch op de Molukken en telt drie ondersoorten:
- M. g. galeata: noordelijke Molukken.
- M. g. goramensis: zuidelijke en zuidoostelijke Molukken.
- M. g. buruensis: Buru (zuidwestelijke Molukken).

## Status
De grootte van de populatie is niet gekwantificeerd maar de soort wordt omschreven als algemeen op Halmahera, vrij algemeen op Obi en Seram en schaars op Buru. Op de Rode lijst van de IUCN heeft deze soort de status niet bedreigd.